# Hollywood Sign

Das Hollywood Sign (2015)

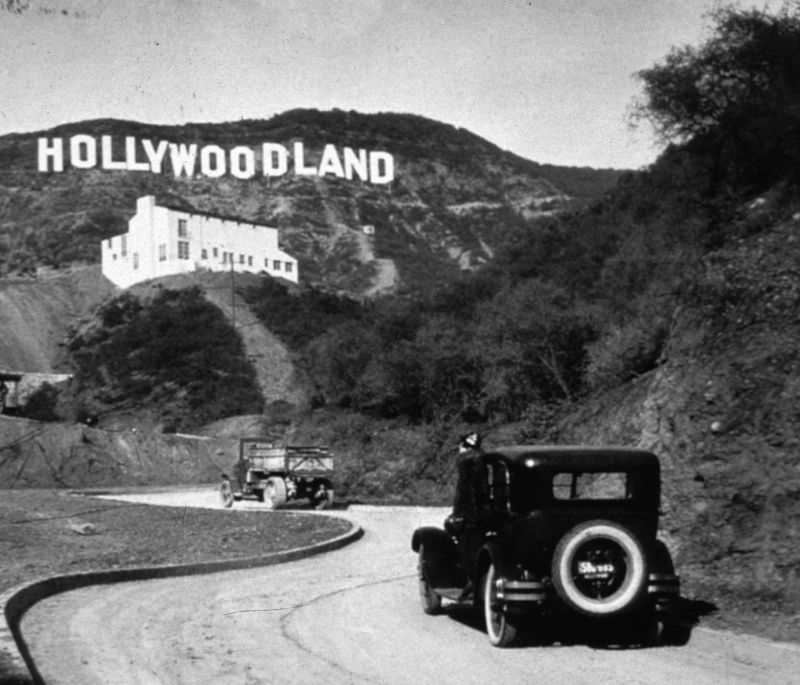
Das Hollywoodland Sign

Das Hollywood Sign ist ein bekannter weißer Schriftzug in den Hollywood Hills über dem heutigen Hollywood, einem Stadtteil von Los Angeles. Die Bestandteile des Schriftzugs in Großbuchstaben sind etwa 14 Meter hoch und zusammen 137 Meter lang. Der gesamte Aufbau wiegt rund 220 Tonnen.

## Geschichte

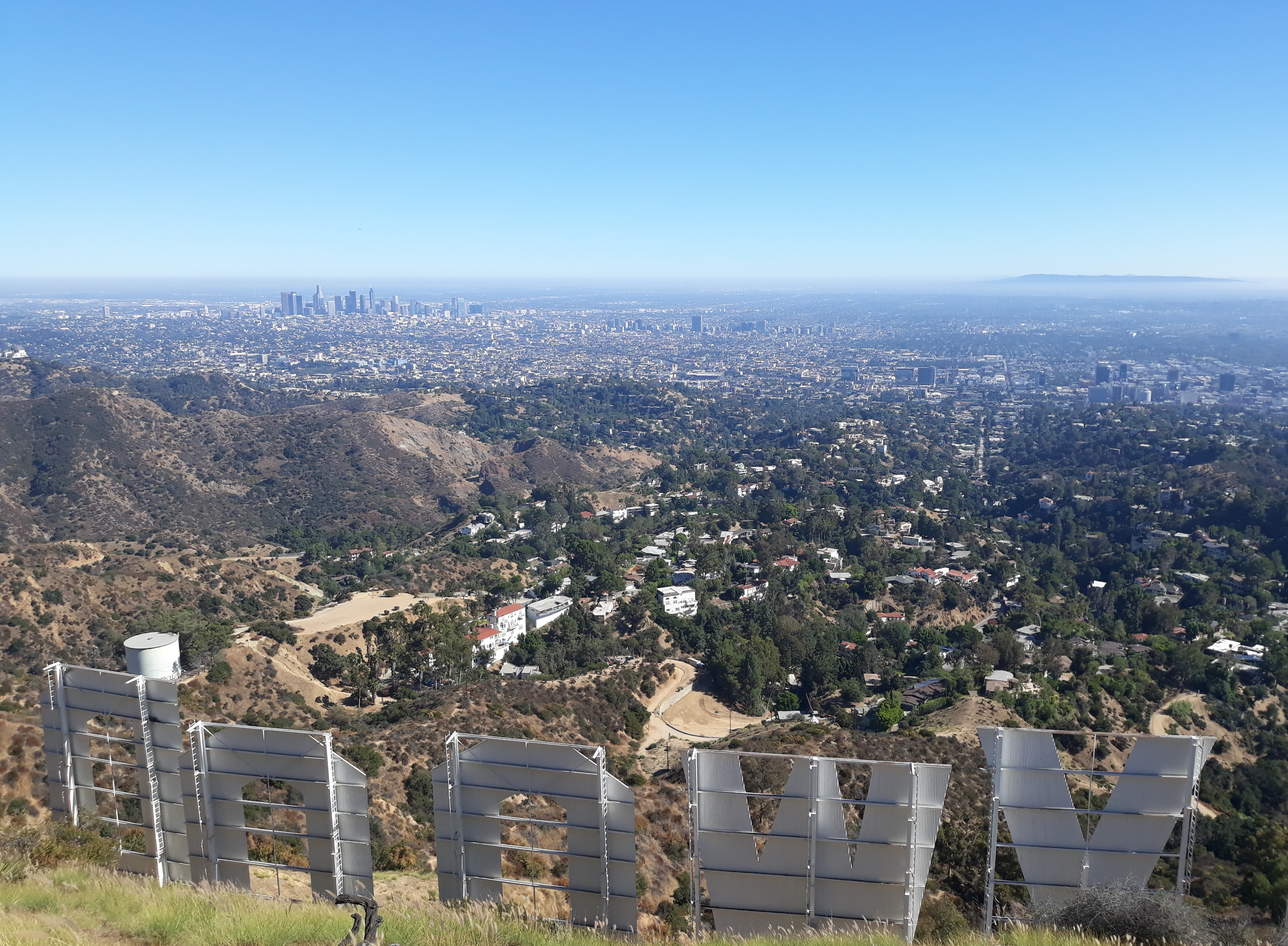
Blick vom Hollywood Sign auf Los Angeles (2019)

Am 13. Juli 1923 stellte eine Maklerfirma für 21.000 Dollar den Schriftzug HOLLYWOODLAND auf städtischem Grund in den Hollywood Hills auf, um für den Kauf von Grundstücken in dieser damals öden und abgelegenen Gegend nördlich des noch wesentlich kleineren Los Angeles zu werben. Auf einem Gerüst aus alten Telefonmasten, Rohren, Drähten und diversen Holzteilen waren unzählige weiße Metallplatten von etwa 0,9 × 2,7 m genagelt. Die Buchstaben wurden mit insgesamt etwa 4000 Glühlampen beleuchtet. Der auf dem Mount Lee montierte Schriftzug war eigentlich nur als Provisorium für eine Dauer von eineinhalb Jahren geplant, blieb aber erhalten und wurde ein Symbol für den aufstrebenden Filmstandort Hollywood.
In den 1940er Jahren kippte das H um, und auch die anderen Buchstaben begannen zu verrotten. Im Jahre 1949 entschied die Handelskammer von Hollywood, die Silbe LAND zu entfernen und den Rest der Schrift zu restaurieren, dabei entfernte man auch die Beleuchtung.
1978 war der Schriftzug wiederum weitgehend verfallen. Für einen kompletten Neubau wurde eine Viertelmillion Dollar veranschlagt. Hugh Hefner veranstaltete eine Spenden-Party in seiner Playboy Mansion, und in diesem Rahmen wurden symbolische Rechte an den einzelnen Buchstaben versteigert, um die Renovierungskosten zu decken. Von August bis Oktober 1978 existierte kein Schriftzug, bis das neue Schild fertiggestellt wurde. Es hat ein dauerhaftes Betonfundament, stählerne Träger, und die weißen Frontplatten sind emailliert.
1995, 2005 und 2012 wurden die Oberflächen der Buchstaben erneuert. Beim Jahreswechsel 1999/2000 wurde der Schriftzug Teil einer großen Lichtinstallation. 2010 kaufte Hugh Hefner mit der Unterstützung weiterer Prominenter rund 56 ha auf dem Mount Lee, die seitlich und teilweise hinter dem Schriftzug liegen, um eine Bebauung zu verhindern, die den Gesamteindruck verändert hätte. 2022 wurden die Buchstaben für ihr 100-jähriges Bestehen 2023 frisch gestrichen, wobei 1500 Liter Lackfarbe verbraucht wurde.
Früher war das Gelände um die Buchstaben nicht abgesperrt, dadurch kam es allerdings immer wieder zu Vandalismus, unerwünschten Veränderungen am Schriftzug sowie zu Unfällen von unvorsichtigen Kletterern. Am 16. September 1932 sprang die Schauspielerin Peg Entwistle aus Verzweiflung vom Buchstaben „H“ des Schriftzuges und stürzte 40 Meter den Hang hinunter zu Tode. 
Nach Beschwerden von Besitzern angrenzender Grundstücke, die immer wieder unerlaubt von Besuchern der Anlage überquert wurden, wurde das Gelände eingezäunt. Seit dem Jahr 2000 wurde außerdem Überwachungselektronik wie Infrarot-Kameras, Mikrofone und Bewegungsmelder installiert.
Grund und Boden unter den Buchstaben gehört auch heute der Stadt Los Angeles, die Rechte am Schriftzug liegen bei der Handelskammer, die Kosten für Unterhalt und Öffentlichkeitsarbeit trägt eine gemeinnützige Organisation namens Hollywood Sign Trust aus Wirtschaftsvertretern und Prominenten.

## Sponsoren
Die Kosten für die neuen Buchstaben im Jahr 1978 wurden von Prominenten übernommen:
- H – Terrance Donnelly, Zeitungs-Herausgeber
- O – Giovanni Mazza, Filmproduzent
- L – Les Kelley, Verleger des Kelley Blue Book
- L – Gene Autry
- Y – Hugh Hefner
- W – Andy Williams
- O – Warner Brothers Records
- O – Alice Cooper, zu Ehren von Groucho Marx
- D – Dennis Lidtke, Nachtclub-Betreiber

## Trivia
- 1984 fanden die Olympischen Spiele in Los Angeles statt; aus diesem Anlass wurden die Buchstaben für zwei Wochen wieder beleuchtet.
- Im September 1987 wurde für wenige Tage aus dem Schriftzug HOLLYWOOD zu Ehren des Besuchs von Johannes Paul II. HOLYWOOD (von holy = heilig). Aus diesem Anlass wurde die Schrift auch eine Woche lang beleuchtet.
- In der Silvesternacht von 2016 auf 2017 wurde der Schriftzug im Rahmen eines Streiches mittels heller und dunkler Tücher von „HOLLYWOOD“ in HOLLYWeeD abgeändert („weed“ steht umgangssprachlich für Marihuana). Eine identische Änderung war bereits 1976 vorgenommen worden. Die Änderung 2017 erfolgte wohl nachts gegen 2 Uhr und blieb sichtbar, bis die Behörden gegen 14 Uhr den ursprünglichen Zustand wiederherstellten.[9]
- Den klarsten Ausblick auf das Hollywood Sign gibt es vom Canyon Lake Drive nahe dem Hollywood Reservoir. Die Adresse für das Navigationssystem lautet „3115 Canyon Lake Dr, Los Angeles, CA 90068“ – aktuelle Routenplaner sollten den Punkt automatisch finden.[10]
- In den Videospielen Grand Theft Auto: San Andreas und Grand Theft Auto V, welche beide in der Los Angeles nachempfundenen fiktiven Stadt „Los Santos“ spielen, existiert jeweils eine Nachbildung des Hollywood Signs, allerdings bildet der Schriftzug hier das Wort „Vinewood“.